# Plan-les-Ouates
Plan-les-Ouates es una comuna suiza del cantón de Ginebra. Limita al norte con las comunas de Onex, Lancy y Carouge, al este con Veyrier y Troinex, al sur con Bardonnex, y al oeste con Perly-Certoux y Confignon.

## Empresas
La comuna es conocida por ser sede de algunas de las empresas más conocidas de la región, entre ellas: Clarins, Patek Philippe, Rolex, Siemens, STMicroelectronics, Vacheron Constantin, Frédérique Constant y Piaget SA.

## Ciudades hermanadas
- Villefranche-sur-Mer
- Sângeorgiu de Pădure
- Birsfelden (BL)